# FK Ventspils
FK Ventspils é um clube de futebol da cidade de Ventspils, na Letónia, que atualmente, está extinto.

## História
O clube foi fundado no ano de 1997 com a fusão de dois clubes: o FK Venta e o FK Nafta. Seu antecessor, FK Venta foi um dos maiores clubes do Campeonato Letão por volta da década de 1960.

### FK Venta
Seu grande ápice foi na década de 1960, com a conquista da Copa da Letónia em 1967 e o Campeonato Letão em 1969. Neste ano o FK Venta terminou o campeonato com 43 pontos em 20 vitórias, 3 empates e 3 derrotas, todas fora de casa (nessa época a vitória valia 2 pontos). Além disso, nesta incrivél campanha o Venta marcou 45 gols e sofreu apenas 16. Na época o dirigente do Venta era um grande homem, admirado não só pelo seus torcedores, como também por toda a Letónia, este era Vladimir Chikinov.
Esta era a escalação da época: Leonid Virko, Konstantin Zhurkevich, Aleksandr Busarov, Valery Yashenko, Aleksandr Tronev, Ariy Shmerling, Vladimir Samohvalov, Aleksandr Novash, Nikolay Chaevky, Nikolay Pozdnyakov, Vladimir Chikinov, Viktor Yurinov, Viktor Litvinenko, Aleksandr Rakicky, Valentin Ipolitov, Vladimir Kutuzov, Valentin Vetrenko, Genady Hrustalov.
Evidentemente as vitórias, os títulos e a admiração não vieram tão fáceis assim. Foram impostos grandes esforços nos treinos e nos jogos, sendo que naquela época os equipamentos eram muito modestos com poucas fontes, com os treinos sucedendo-se em algumas salas do porto de Ventspils. Havia campos também em Piltene, além de viajarem freqüentemente à Moldávia. Para o fornecimento de jogadores novos e talentosos, o clube mantinha contato com algumas escolas na tentativa de revelá-los e em muitas vezes o tal plano deu certo, além de ser obrigação ter no elenco ao menos um garoto com menos de 18 anos. Assim grandes jogadores apareceram na equipe como por exemplo Kutuzov, Ivankovich, Dishlov, Romanenko, Fedotov e muitos outros.
Durante os anos 1970 a equipe foi perdendo prestígio e na década de 1980 perdeu também apoio financeiro, extinguindo-se por alguns anos. Em 1994 o FK Venta tentou retomar suas atividades na Virsliga porém com a grande demanda de jogadores pedindo dispensa o clube se extinguiu novamente.

### FK Nafta
Em 1995 foi fundado o clube FK Nafta na tentativa de ressuscitar o FK Venta. Na sua primeira temporada o FK Nafta sagrou-se campeão da 2ª Divisão da Virsliga. Logo depois o clube extinguiu-se novamente.

### FK Ventspils
A História Moderna do FK Ventspils é formada em 1997 com a fusão do FK Venta e do FK Nafta. Em fevereiro de 2007, o clube que representa a cidade de Ventspils, à margem do Rio Venta, com apenas 45.000 habitantes, completou seu 10º aniversário com uma enorme festa em sua homenagem. Em um período tão curto de tempo o FK Ventspils se tornou um dos maiores e mais fortes clubes da Letónia, ganhando vários títulos e troféus. Desde aquela época o Ventspils ganhou enorme respeito internacional sendo campeão da Virsliga nos anos de 2006, 2007 e 2008, além de, conseqüentemente, participar diversas vezes da eliminatória da Liga dos Campeões e da Taça UEFA, além da Copa Intertoto. Em 2003, pela primeira vez na história do Ventspils, ele conquistou a Copa da Letónia, até então, o maior feito do clube. Por várias vezes o Ventspils foi segundo, terceiro e quarto colocados, porém nunca desistiu, sempre batalhou muito para conseguir alguma vez na história do clube o maior feito para ele: a Virsliga.
Em 2006, depois de um longo tempo de 9 anos, ele conseguiu seu maior feito, o Campeonato Letão de Futebol. Uma grande contribuição para este título veio de seu trinador Roman Hryhorchuk. Em janeiro de 2024 o time foi extinto por problemas internos.

#### Competições Internacionais
Apesar de ser um clube bem novo, o Ventspils é bastante rico para os padrões de futebol letão. Ele teve sua estréia internacional pela Copa Intertoto contra o clube norueguês Vålerenga. Nos anos seguintes o clube classificou-se para a Taça UEFA possibilitando sua torcida à assistí-lo jogando contra outros grandes clubes europeus como por exemplo Stuttgart, Rosenborg, Brøndby e Newcastle United. O empate em 0 a 0 frente ao Newcastle United em pleno St. James' Park (na cidade de Newcastle na Inglaterra) pode ser considerado o maior feito do Ventspils em competições internacionais.

#### Liga dos Campeões da UEFA
Em 17 de Julho de 2007 o FK Ventspils realizou seu jogo de estréia na Liga dos Campeões da UEFA. O Azul-e-Amarelo iniciou sua jornada histórica no País de Gales, jogando contra o The New Saints no Park Hall. O autor do primeiro gol Azul-e-Amarelo numa Liga dos Campeões foi do atacante Vīts Rimkus. Uma semana depois o Ventspils conseguiu sua primeira vitória na Liga dos Campeões, derrotando o The New Saints por 2 a 1 no Ventspils Olimpiskais Stadions, em Ventspils na própria Letónia. Os gols desta partida foram marcados pelos zagueiros Jean-Paul Ndeki e Deniss Kacanovs. Na Segunda Fase de Qualificação o Ventspils enfrentou o Red Bull Salzburgo, sendo goleado por 3 a 0 em casa e por 4 a 0 em Salzburgo na Áustria. Em 2008 o FK Ventspils participou pela segunda vez da Liga dos Campeões da UEFA, jogando novamente contra o campeão galês Llanelli. Neste confronto, o Ventspils perdeu a partida de ida em Llanelli no País de Gales por 1 a 0 no Stebonheath Park. Já na partida de volta o Ventspils deu o troco com uma bela folga, na goleada de 4 a 0 no Ventspils Olimpiskais Stadions em Ventspils na Letónia. Em 2009, novamente, o Ventspils quase chegou à Fase de Grupos da Liga dos Campeões sendo eliminado na última fase. Ele foi campeão da Virsliga de 2008, ganhando uma vaga na segunda eliminatória da Liga dos Campeões da UEFA. Na sua breve participação ele fez até uma boa campanha chegando à última fase de qualificação. Primeiramente passara pelo F91 Dudelange de Luxemburgo com duas vitórias, uma por 3 a 0 em casa e outra por 3 a 1 fora. Logo enseguida, seu confronto fora contra o FC BATE Borisov da Bielorrússia classficando-se com uma vitória por 1 a 0 em casa e uma derrota por 2 a 1 fora, sendo assim a vaga decidida através da regra do gol fora de casa. Já na última fase de qualificação para a fase de grupos, os play-offs da Liga dos Campeões, ele acabou perdendo em casa para o FC Zürich por 3 a 0 e também na Suíça por 2 a 1, acabando por classificar-se apenas para a Liga Europa da UEFA (a antiga Taça UEFA). Este clube foi o único clube letão a chegar mais próximo da fase de grupos da UCL.

#### Liga Europa da UEFA de 2009-10
Em 2009 o Ventspils quase chegou à fase de grupos da UCL sendo eliminado na última fase da eliminatória, como dito acima, acabando por qualificar-se apenas para a Liga Europa da UEFA.
Na Liga Europa da UEFA o Ventspils está no Grupo D da competição, junto com Sporting de Portugal, Heerenveen da Holanda e Hertha Berlim da Alemanha.
Na sua primeira partida pela Liga Europa, o Ventspils conseguiu um belo empate fora de casa em 1 a 1 frente ao Hertha Berlim. O Hertha abriu o placar aos 34 minutos do primeiro tempo com o meio-campista polonês Łukasz Piszczek. Logo depois, aos 3 minutos do segundo tempo, veio o gol de empate do Ventspils, com o atacante letão Edgars Gauračs.
 Já na segunda rodada da Liga Europa, o Ventspils conseguiu um outro empate frente ao Heerenveen por 0 a 0.
 Na terceira rodada o Ventspils enfrentou o Sporting de Portugal em casa, perdendo por 2 à 1 com gols de Miguel Veloso e João Moutinho; o meio-campista Juris Laizāns diminuiu para a equipe da casa.
 Novamente o Ventspils enfrentou o Sporting, desta vez em Lisboa no Estádio José Alvalade; neste jogo o Ventspils saiu vitorioso com um empate em 1 à 1, gols de Carlos Saleiro (para o rime da casa) e Alessandro Zamperini (para o time visitante).
 Hoje o Ventspils é o último colocado do Grupo D com apenas 3 pontos em 4 partidas, tendo até uma boa campanha, atrás do Sporting com 10, o Hertha com 4 e o Heerenveen também com 4 pontos. Sua próxima partida será em casa contra o Hertha Berlim e depois joga na  Holanda contra o Heerenveen em Heerenveen no Abe Lenstra Stadion.

## Uniformes

### 1º Uniforme
| 2020 | 2019 | 2018 | 2017 | 2016 | 2015 | 2013-14 |

### 2º Uniforme
| 2020 | 2019 | 2018 | 2017 | 2016 | 2015 | 2013-14 |

## Estatísticas na Virsliga
- 1997 – 4º Colocado
- 1998 – 3º Colocado
- 1999 – 3º Colocado
- 2000 – 2º Colocado
- 2001 – 2º Colocado
- 2002 – 2º Colocado
- 2003 – 3º Colocado
- 2004 – 3º Colocado
- 2005 – 3º Colocado
- 2006 – Campeão
- 2007 – Campeão
- 2008 – Campeão
- 2009 – 2º Colocado
- 2010 – 2º Colocado
- 2011 – Campeão
- 2012 – 2º Colocado
- 2013 – Campeão
- 2014 – Campeão
- 2015 – 3º Colocado

## Membros do FK Ventspils

### Elenco
Atualizado em 1º de Outubro de 2009
Nota: Bandeiras indicam equipe nacional, conforme definido pelas regras de elegibilidade da FIFA. Os jogadores podem ter mais de uma nacionalidade não-FIFA.
| N.º |              | Posição | Jogador                |
| --- | ------------ | ------- | ---------------------- |
| 1   | Letónia      | G       | Aleksandrs Kolinko     |
| 2   | Letónia      | M       | Vitalijs Astafjevs     |
| 3   | Letónia      | M       | Jurijs Žigajevs        |
| 4   | Letónia      | M       | Jevgenijs Kosmacovs    |
| 5   | Letónia      | M       | Artis Lazdinš          |
| 6   | Letónia      | D       | Deniss Kacanovs        |
| 7   | Letónia      | A       | Vīts Rimkus            |
| 8   | Letónia      | M       | Aleksejs Višnakovs     |
| 9   | Letónia      | D       | Igors Savcenkovs       |
| 10  | Rússia       | A       | Ivan Shpakov           |
| 11  | Rússia       | M       | Grigori Chirkin        |
| 12  | Bielorrússia | G       | Pavel Chasnowski       |
| 13  | Camarões     | D       | Jean-Paul Ndeki        |
| 14  | Letónia      | D       | Pavels Mihadjuks       |
| 15  | Rússia       | M       | Aleksandr Misikov      |
| 16  | Suíça        | D       | Ronny Hodel            |
| 18  | Letónia      | M       | Juris Laizans          |
| 19  | Moldávia     | M       | Igor Tîgîrlas          |
| 20  | Letónia      | D       | Vladimirs Bespalovs    |
| 21  | Quirguistão  | D       | Azamat Baimatov        |
| 22  | Letónia      | A       | Ritvars Rugins         |
| 23  | Nigéria      | A       | Uche Lheruome          |
| 24  | Letónia      | A       | Edgars Gauračs         |
| 25  | Letónia      | A       | Eduards Višnakovs      |
| 26  | Letónia      | G       | Andrejs Pavlovs        |
| 27  | Letónia      | A       | Andrejs Butriks        |
| 28  | Portugal     | A       | João Martins           |
| 29  | Letónia      | D       | Aleksejs Soleicuks     |
| 30  | Letónia      | M       | Aleksandrs Baturinskis |
| 31  | Letónia      | D       | Maris Smirnovs         |
| 32  | Itália       | D       | Alessandro Zamperini   |
| 33  | Croácia      | M       | Tomislav Zivko         |
| 34  | Letónia      | D       | Aleksandrs Solovjovs   |

### Comissão Técnica
| Cargo                  | Nome               |
| ---------------------- | ------------------ |
| Presidente             | Jurijs Bespalovs   |
| Gerente                | Nunzio Zavettieri  |
| Assistente de Gerência | Saulus Cekanavicus |
| Técnico                | Carmine Balleri    |
| Treinador de Goleiros  | Sergejs Digulovs   |

### Gerência
- Sergei Borovsky (1997—1998)
- Saulius Cekanavicius (1998)
- Boris Sinyicin (1999—2000)
- Saulius Cekanavicius (2000)
- Paul Ashworth (2001-2003)
- Saulius Širmelis (2003—2004)
- Sergejs Semjonovs (2005)
- Roman Hryhorchuk (2005-2009)
- Nunzio Zavettieri (2009-2010)
- Sergei Podpaly (2011-2012)
- Jurģis Pučinskis (2012-2015)
- Paul Ashworth (2015-2017)
- Dejan Vukićević (2018-2019)
- Igors Kļosovs (2019-presente)